# 索恩河畔梅西米
索恩河畔梅西米（法語：Messimy-sur-Saône，法語發音：[mɛsimi syʁ son]）是法国东部安省的一个市镇，属于布雷斯地区布尔格区。

## 地理
索恩河畔梅西米（46°2'54"N, 4°45'53"E）面积5.95 平方千米，位于法国奥弗涅-罗讷-阿尔卑斯大区安省，该省份为法国东部省份，北起汝拉省，西北接索恩-卢瓦尔省，西接罗讷省和里昂大都会，南至伊泽尔省，东与萨瓦省、上萨瓦省和瑞士接壤。
与索恩河畔梅西米接壤的市镇（或旧市镇、城区）包括：沙兰、法兰、吕尔西、圣乔治德勒南。
索恩河畔梅西米的时区为UTC+01:00、UTC+02:00（夏令时）。

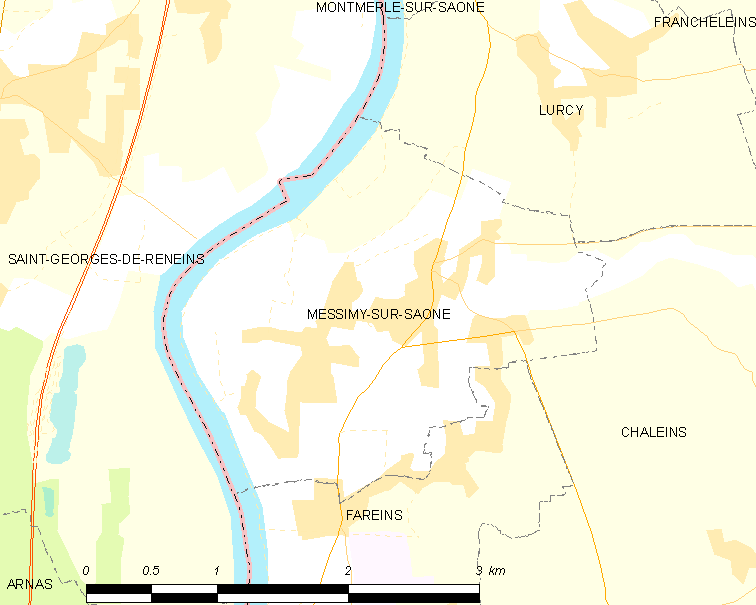
索恩河畔梅西米的OSM定位图

## 行政
索恩河畔梅西米的邮政编码为01480，INSEE市镇编码为01243。

## 政治
索恩河畔梅西米所属的省级选区为维拉尔莱栋布县。

## 人口

1962-2008年间索恩河畔梅西米人口变化图示

索恩河畔梅西米于2022年1月1日时的人口数量为1312人。